# Distanze
Distanze è un album musicale di Roberto Tardito, pubblicato nel 2008.

## L'album
L'album, dedicato nelle note a Louis Sclavis, viene realizzato in pochi giorni, come gesto polemico nei confronti del mondo della musica sperimentale.
Le quattro tracce sono caratterizzate in particolare dal pianoforte e da alcuni sintetizzatori suonati dallo stesso artista, che negli anni successivi ha definito il lavoro "un'inutile sfida dettata dall'arroganza giovanile".

## Tracce
Musiche di Roberto Tardito.
1. Distanze – 10:34
2. Acquedotti di mastico – 3:18
3. Big Bounce – 4:10
4. Yedenhal (Sfregamenti in sottrazione composta) – 3:41

## Formazione
- Roberto Tardito – pianoforte, voce, sintetizzatore, didgeridoo, chitarra elettrica, percussioni, effetti sonori